# Dear Frankie
Dear Frankie è un film del 2004 diretto da Shona Auerbach.
È stato presentato in anteprima al Tribeca Film Festival del 2004 quindi ha fatto parte della sezione Un Certain Regard del Festival di Cannes.
Una giovane mamma per nascondere la triste verità sul padre, coltiva col figlio una pericolosa menzogna per proteggerlo e finisce inaspettatamente per creare una speranza per entrambi.

## Trama
Frankie è un bambino sordo di nove anni che vive con la mamma e la nonna nell'area metropolitana di Glasgow, in Scozia. Ha di nuovo cambiato casa e dunque deve frequentare una nuova scuola con nuovi amici. Con il padre ha un rapporto esclusivamente epistolare. In realtà chi risponde alle sue lettere è la stessa madre Lizzie che, pur non nascondendo al figlio di aver rotto completamente con suo padre, cerca, per il bene del bambino, di mantenere artificiosamente un rapporto tra questi e una figura paterna, altrimenti fatalmente assente.
Un giorno Frankie viene a sapere che la nave sulla quale viaggerebbe il padre, nel suo lungo peregrinare per tutto il mondo, sta per attraccare proprio al porto di Glasgow. Lizzie capisce che il figlio ora si attende un incontro, dunque piuttosto che deluderlo rivelando la menzogna decide di ingaggiare un uomo affinché si spacci per Davey, il marinaio giramondo, padre di Frankie. Per trovare la persona adatta, Lizzie è aiutata da Marie, una ragazza estroversa che l'ha subito aiutata e con la quale lavora insieme in un negozio di "fish and chips".
Lizzie incontra l'uomo che, a condizione che non gli si chieda nulla di sé, accetta, senza discutere sul compenso. Il finto Davey si presenta a Frankie con un bel libro sulla fauna marina che sorprende la stessa Lizzie e conquista il ragazzino che dopo alcuni giorni dall'attracco della nave, cominciava ad avere dei dubbi sull'affetto del padre. I due escono insieme e passano molto più tempo di quanto non si fosse preventivato. E come se non bastasse, l'uomo, che ha ancora un giorno libero prima di ripartire per mare, si propone di uscire con il bambino anche il giorno seguente. Lizzie sarebbe contraria ma non se la sente di negare a Frankie questa gioia. E se il primo giorno la mamma li aveva pedinati, il secondo accetta di unirsi e finisce per trascorrere una piacevolissima giornata con l'uomo che doveva solo prestarsi a reggere una menzogna e che invece, nel darle l'addio le dà un tenerissimo bacio e le restituisce i soldi accettati per svolgere la sua parte.
Intanto il vero Davey è in fin di vita in ospedale. La sorella supplica Lizzie perché almeno prima di morire possa rivedere suo figlio. L'uomo è un violento, e la sordità di Frankie è da attribuirsi a lui. Per questo lei, con l'aiuto della mamma, è scappata portando con sé il bambino e fuggendo ogni volta che venivano individuati. Ora però Davey è inoffensivo e chiede solo di rivedere un'ultima volta suo figlio. Lizzie gli nega questa soddisfazione ma dicendo al figlio che il padre è gravemente malato, fa sì che questi scriva un bel messaggio con un disegno, al quale poi aggiunge una foto, che vengono recapitati al moribondo.
La morte di Davey Morrison finisce sui giornali e così Frankie apprende di essere ufficialmente orfano.
Lizzie poi scopre che l'uomo che ha conquistato suo figlio e... non solo lui, è il fratello di Marie. Quindi si accorge che Frankie non ha interrotto la corrispondenza con il "padre". Commossa apre così la nuova lettera scoprendo che Frankie ha sempre saputo che quel marinaio non era il suo vero padre, ma che spera tanto che non interromperà la sua corrispondenza e, magari, un giorno possa tornare.
Così madre e figlio, insieme, si ritrovano sulla punta di un molo, a guardare il mare.

## Produzione
Il film è ambientato e girato a Greenock, porto sul fiume Clyde a 35 km da Glasgow.